# Miyagino-ku
Miyagino (宮城野区, Miyagino-ku) est l'un des cinq arrondissements de la ville de Sendai au Japon. Il est situé à l'est de la ville, au bord de l'océan Pacifique.
En 2016, sa population est de 195 143 habitants pour une superficie de 58,19 km2, ce qui fait une densité de population de 3 350 hab./km2.

## Transport publics
L'arrondissement est desservi par les lignes Senseki et Tōhoku de la JR East.